# GRAND HOSTEL LDK 東京西葛西
GRAND HOSTEL LDK 東京西葛西は、東京都江戸川区西葛西に位置する体験型ホステルであり、2025年5月28日に開業した。東京メトロ東西線「西葛西」駅から徒歩約4分の立地にあり、都心部や舞浜のテーマパークへのアクセスが良好である。

## 概要とコンセプト
施設名の「LDK」は「Living・Dining・Kitchen」の略で、旅人が集う“一つの大きな家（LDK）”をコンセプトに、自宅のようにくつろげる空間を提供することを目指している。元スポーツクラブのプールをリノベーションした白砂のビーチラウンジでは、プロジェクションマッピングなどのイベントも開催され、宿泊者同士の交流を促進する場となっている。

## 客室と設備
部屋タイプはドミトリールーム（154ベッド・全9室）とグループ個室（3～6名・全9室）、ホテル個室（2～8名・全22室）の3種類。ドミトリー形式の相部屋から、最大8名まで宿泊可能なプライベートルームまで多様な客室が用意されている。
館内にはシェアキッチン、バー、ラウンジ、コインランドリー、自動販売機などが設置されており、無料Wi-Fiも完備されている。バリアフリー対応もされており、車椅子利用者向けの設備も整っている。

## 評価とメディア掲載
開業以降、複数のメディアに取り上げられており、地域との連携や新しい宿泊スタイルとして注目されている。Google マップでは4.2/5の評価を得ており、「清潔で快適」「グループ旅行に最適」「共用スペースが充実している」といった口コミが寄せられている（2025年8月時点）。
また、日本経済新聞、Traicy、VAGUE、MSNニュースなどでも紹介されており、施設の特徴や地域活性化への貢献が報じられている。

## アクセス
所在地：〒134-0088 東京都江戸川区西葛西6-9-5
```
最寄駅：東京メトロ東西線「西葛西」駅南口より徒歩約4分
```